# Evolução da nadadeira caudal
A nadadeira caudal representa a região posterior do eixo vertebral, sendo, por definição, o esqueleto de sustentação dos raios principais. Embora possa parecer uma estrutura simples que auxiliam na natação e manobra dos peixes, internamente possui uma anatomia bastante complexa de sustentação e que garante suas funções.
Hoje, os padrões de estruturas de nadadeira caudal são relativamente bem documentados em peixes, e sua anatomia interna é uma fonte comum de características para análises filogenéticas. Segundo a terminologia proposta por Louis Agassiz (1833) e utilizada na maioria dos livros, as nadadeiras caudais podem ser classificadas por seu formato como “heterocercas” ou ”homocercas”. Além desses dois, define-se um terceiro tipo, as nadadeiras “dificercas”. 
Com essas informações em vista, apresenta-se, abaixo, a caracterização, a evolução, de forma simplificada, e as principais estruturas dos três tipos de nadadeira, além de exemplos de grupos de organismos viventes.

## Nadadeira Heterocerca

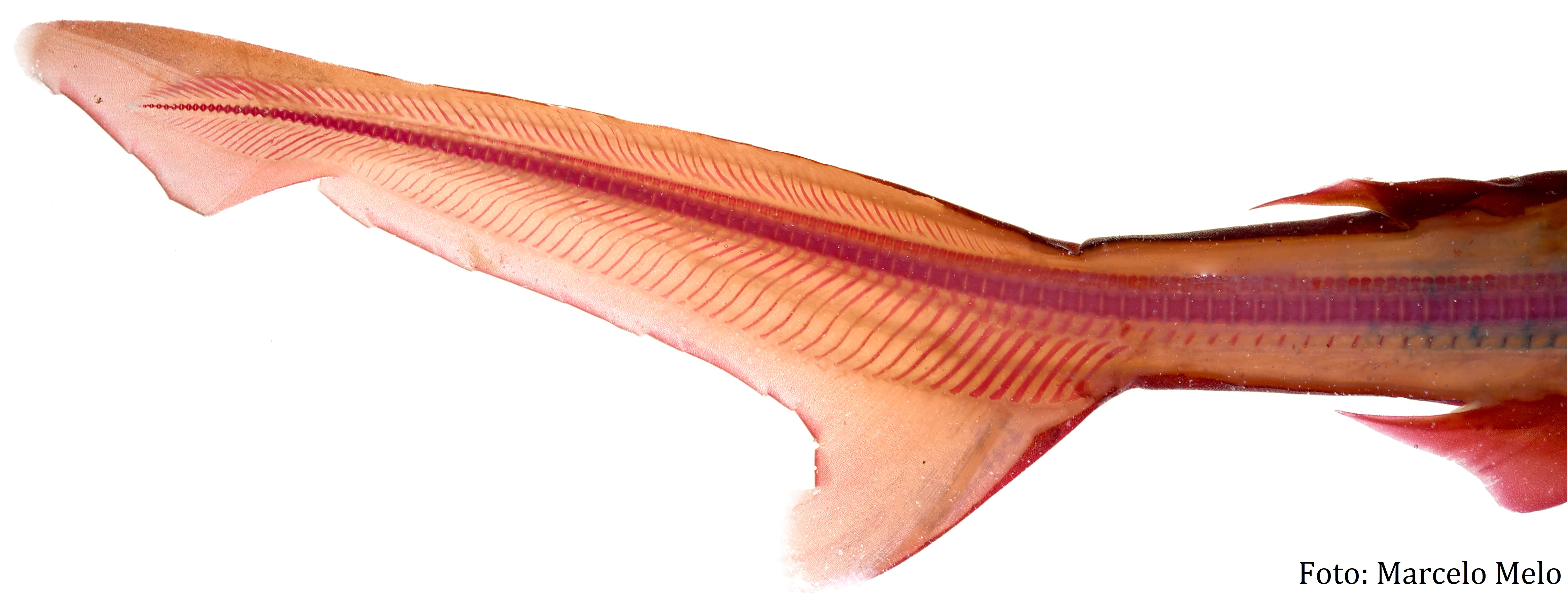
Figura 1. Anatomia da nadadeira caudal heterocerca de um tubarão (Chondrichthyes) diafanizado.

A nadadeira caudal heterocerca, definida por Agassiz, é a cauda externamente assimétrica, com o lobo dorsal maior e contendo a extensão terminal da coluna vertebral (ou notocorda), como pode ser observado na Figura 1. A ponta da coluna vertebral se curva para cima e a maior parte da membrana da nadadeira se desenvolve abaixo desse eixo. 
A nadadeira caudal heterocerca é encontrada em tubarões e peixes ósseos e é considerada uma característica primitiva, apesar de haver uma diversidade morfológica considerável de nadadeiras caudais em fósseis de peixes. Alguns grupos viventes que possuem nadadeira caudal heterocerca são: Chondrichthyes (tubarões, raias e quimeras), Chondrostei (ex: esturjões e peixes-espátula, da ordem de peixes ósseos Acipenseriformes), Ginglymodi (ex: gars, da ordem de peixes ósseos Lepisosteiformes) e Amiidae (ex: âmias, da ordem de peixes ósseos Lepisosteiformes), como pode ser observado no cladograma da Figura 2.

## Nadadeira Homocerca

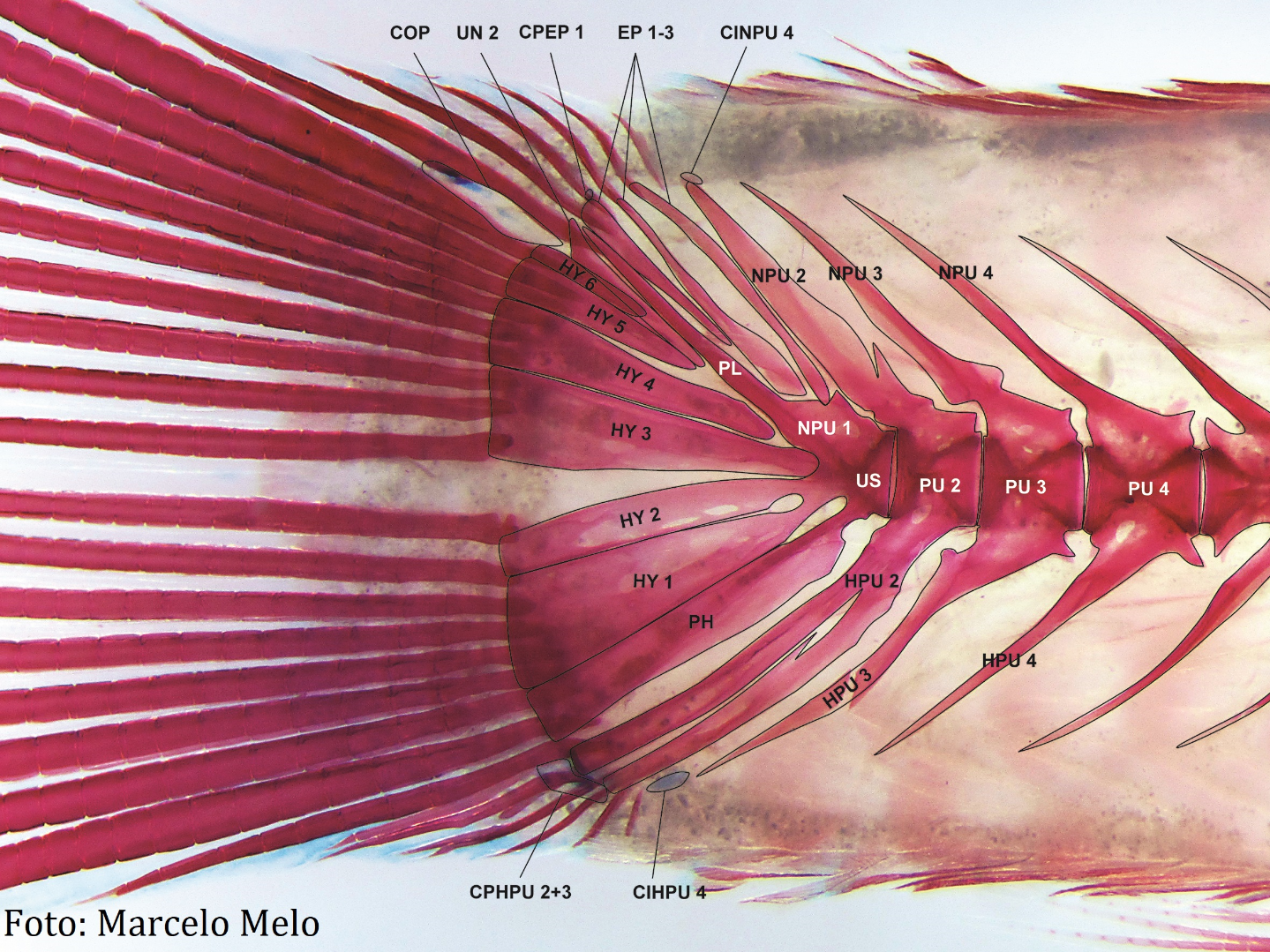
Figura 2. Nadadeira homocerca de Characidium travassosi diafanizada

A nadadeira caudal homocerca, definida por Agassiz, é a cauda percebida externamente como simétrica, com lobos dorsal e ventral iguais, porém, internamente, a parte final da coluna vertebral se inclina para cima. Em comparação com a nadadeira heterocerca, o número de ossos no lobo dorsal da nadadeira é muito menor. A coluna vertebral costuma terminar próxima à base de elementos esqueléticos que suportam a cauda (ossos hipurais em teleósteos), em uma fusão das últimas vértebras denominada uróstilo, como pode ser observado na Figura 2. Embora o esqueleto caudal não seja completamente simétrico dorso-ventralmente, os lobos superior e inferior são praticamente equivalentes em área e composição.
A nadadeira caudal homocerca representa uma característica derivada, encontrada na maioria dos peixes ósseos, os quais fazem parte da infraclasse Teleostei, também presente no cladograma da Figura 2. Essa nadadeira é a mais sofisticada em termos de locomoção, permitindo que os teleósteos se adaptem a uma grande variedade de hábitats aquáticos. Affleck comenta que a nadadeira homocerca é mais eficiente em termos de propulsão do que a heterocerca. 

## Nadadeira Dificerca

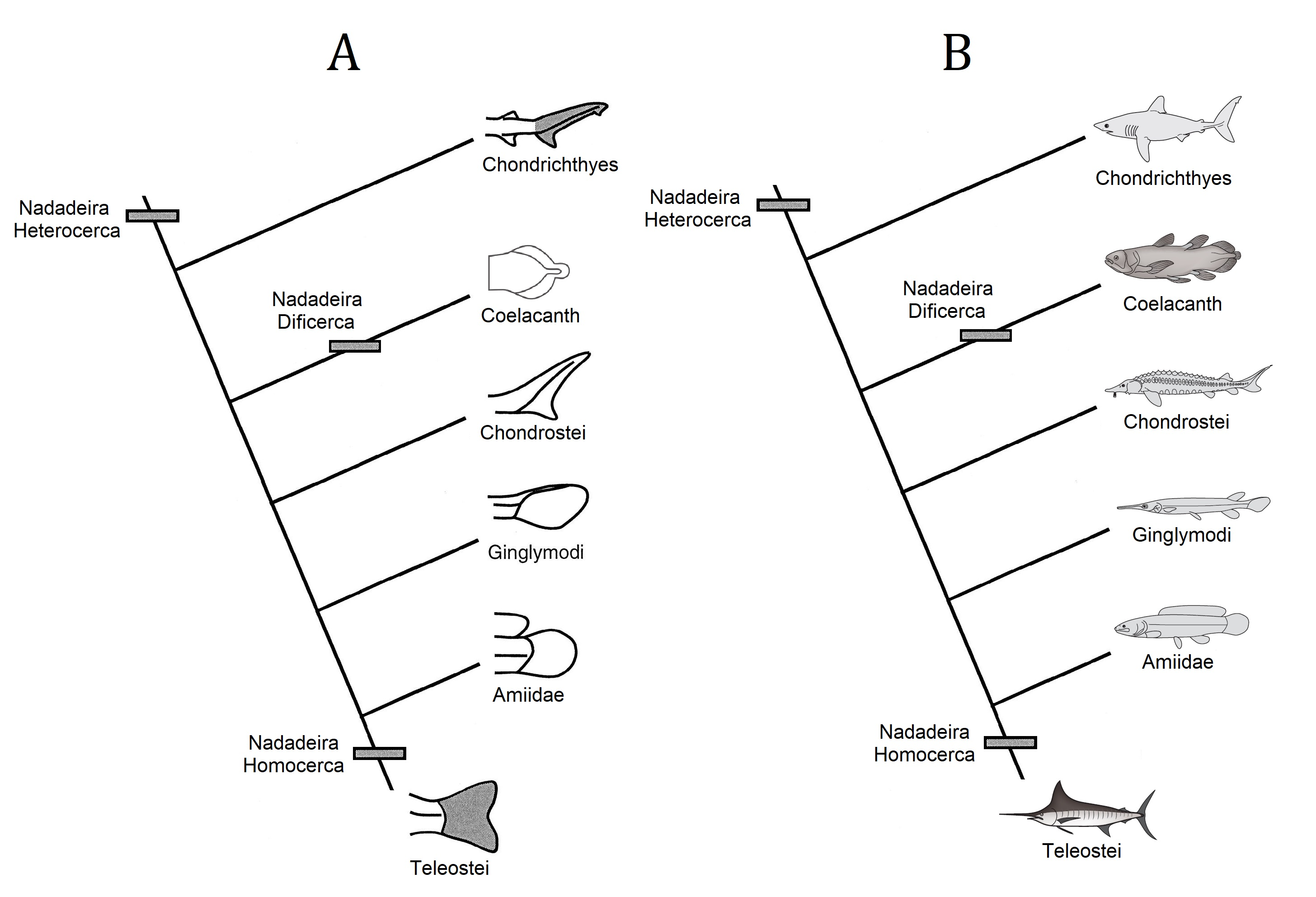
Figura 3. Cladogramas de evolução da nadadeira caudal que apresentam grupos com nadadeira heterocerca (Chondrichthyes, Chondrostei, Ginglymodi e Amiidae), característica mais primitiva, nadadeira homocerca (Teleostei), característica derivada, e nadadeira dificerca (Coelacanth), característica secundariamente derivada.

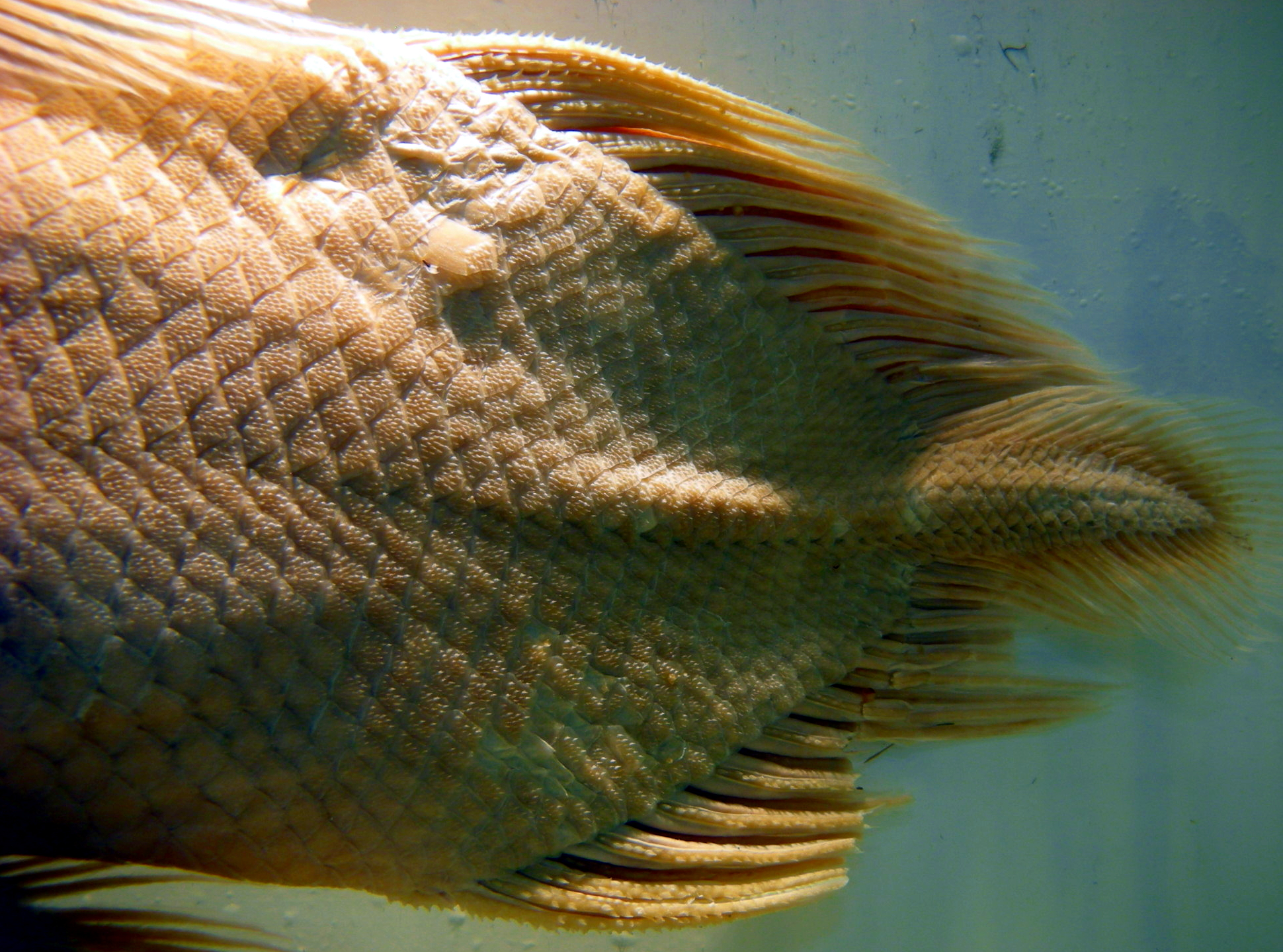
Figura 4. Nadadeira caudal dificerca de um celacanto (Actinistia).

Em nadadeiras dificercas, a coluna vertebral se estende linearmente, sem curvas, até o final do corpo, fazendo com que os lobos e vértebras se desenvolvam simetricamente, acima e abaixo do eixo, como se pode observar na Figura 4. Animais do grupo dos celacantos são exemplos de peixes vivos hoje que têm esse tipo de nadadeira. Estudos de anatomia comparada e registros fósseis indicam que a nadadeira dificerca derivou secundariamente de uma nadadeira heterocerca mais primitiva.

## Evolução
Nos peixes ancestrais, que eventualmente originaram os peixes atuais, a nadadeira caudal era heterocerca, com a notocorda e elementos das vértebras estendendo-se no lobo dorsal, enquanto o lobo ventral era sustentado apenas pelos raios da nadadeira. Este tipo de nadadeira manteve-se dentro dos Actinopterygii basais viventes (Chondrostei, Ginglymodi e Amiidae).
Patterson (1968) propôs uma definição de Teleostei com base na anatomia da nadadeira caudal e mostrou que, de fato, este se constitui como um grupo monofilético. Nos neopterygii, o esqueleto caudal é diferente, com os raios da nadadeira caudal articulados com a borda posterior dos espinhos hemais e com os arcos hemais chatos e expandidos. Thomson (1976) identificou que esse formato externo assimétrico da cauda resulta em um impulso natatório também assimétrico nos peixes primitivos. Nos Teleostei, os arcos neurais formam os uro-neurais com a função de enrijecer o lobo superior da cauda e de dar suporte à série de ossos principais da nadadeira dorsal. Na nadadeira caudal, os ossos hipurais se expandiram e ficaram internamente assimétricos, mas externamente simétricos. Essa mudança na anatomia da estrutura da nadadeira caudal resultou na mudança do direcionamento do impulso do peixe, que passou a ser através do centro de massa do peixe.
A nadadeira caudal dificerca surgiu de forma independente, também a partir da nadadeira heterocerca.